# Къмбърланд (окръг, Вирджиния)
Вижте пояснителната страница за други значения на Къмбърланд.
Окръг Къмбърланд (на английски: Cumberland County) е окръг в щата Вирджиния, Съединени американски щати. Площта му е 777 km², а населението - 9017 души (2000). Административен център е населено място Къмбърланд.